# Сноубординг на зимових Олімпійських іграх 2006
Змагання зі сноубордингу на зимових Олімпійських іграх 2006  складалися з чоловічих і жіночих дисциплін хафпайпу, паралельного гігантського слалому і сноубордкросу.

## Чемпіони та призери

### Таблиця медалей
| Місце               | Країна              | Золото | Срібло | Бронза | Загалом |
| ------------------- | ------------------- | ------ | ------ | ------ | ------- |
| 1                   | США (USA)           | 3      | 3      | 1      | 7       |
| 2                   | Швейцарія (SUI)     | 3      | 1      | 0      | 4       |
| 3                   | Німеччина (GER)     | 0      | 1      | 0      | 1       |
| 3                   | Словаччина (SVK)    | 0      | 1      | 0      | 1       |
| 5                   | Австрія (AUT)       | 0      | 0      | 1      | 1       |
| 5                   | Канада (CAN)        | 0      | 0      | 1      | 1       |
| 5                   | Норвегія (NOR)      | 0      | 0      | 1      | 1       |
| 5                   | Франція (FRA)       | 0      | 0      | 1      | 1       |
| 5                   | Фінляндія (FIN)     | 0      | 0      | 1      | 1       |
| Загалом (9 збірних) | Загалом (9 збірних) | 6      | 6      | 6      | 18      |

### Чоловіки
| Дисципліна                     | Золото                       | Срібло                            | Бронза                             |
| ------------------------------ | ---------------------------- | --------------------------------- | ---------------------------------- |
| Хафпайп                        | Шон Вайт · США (USA)         | Денні Касс · США (USA)            | Маркку Коскі · Фінляндія (FIN)     |
| Паралельний гігантський слалом | Філіпп Шох · Швейцарія (SUI) | Сімон Шох · Швейцарія (SUI)       | Зіґфрід Ґрабнер · Австрія (AUT)    |
| Сноубордкрос                   | Сет Вескотт · США (USA)      | Радослав Жидек · Словаччина (SVK) | Поль-Анрі де Ле Рю · Франція (FRA) |

### Жінки
| Дисципліна                     | Золото                          | Срібло                         | Бронза                        |
| ------------------------------ | ------------------------------- | ------------------------------ | ----------------------------- |
| Хафпайп                        | Ганна Тетер · США (USA)         | Ґретхен Блейтер · США (USA)    | Х'єрсті Буос · Норвегія (NOR) |
| Паралельний гігантський слалом | Даніела Мойлі · Швейцарія (SUI) | Амелі Кобер · Німеччина (GER)  | Розі Флетчер · США (USA)      |
| Сноубордкрос                   | Таня Фріден · Швейцарія (SUI)   | Ліндсі Джекобелліс · США (USA) | Домінік Мальте · Канада (CAN) |

## Країни-учасниці
У змаганнях зі сноубордингу в Торино взяли участь спортсмени 24-х країн.
- Австралія (9)
- Австрія (12)
- Бразилія (1)
- Болгарія (1)
- Канада (16)
- Китай (2)
- Чехія (3)
- Іспанія (5)
- Фінляндія (5)
- Франція (16)
- Німеччина (11)
- Велика Британія (4)
- Італія (16)
- Японія (13)
- Нідерланди (2)
- Норвегія (4)
- Нова Зеландія (3)
- Польща (6)
- Росія (8)
- Словенія (4)
- Словаччина (1)
- Швеція (13)
- Швейцарія (16)
- США (16)